# Jean-Marc Delétang
Jean-Marc Delétang (Blois, 8 ottobre 1965) è un pilota motociclistico francese ritiratosi dall'attività agonistica.

## Carriera
Per quanto riguarda le competizioni del motomondiale ha partecipato a 3 gran premi nella stagione 1993 e in quella del 1996 alla guida di una Yamaha e di una ROC Yamaha in classe 500, senza ottenere risultati di rilievo.
Migliori risultati Delétang ha ottenuto nelle gare di durata, con due vittorie al Bol d'Or, nel 1993 e nel 2000.
Nel 1990 esordisce, in qualità di wild card, nel mondiale Superbike; prende parte infatti al Gran Premio di Le Mans in sella ad una Suzuki sfiorando la zona punti in gara due. Nel 1992, questa volta con Yamaha, prende parte al solo Gran Premio di San Marino al Mugello, chiudendo entrambe le prove oltre la ventesima posizione. Nel 1993 invece, disputa la quasi totalità del campionato classificandosi ventitreesimo con trentun punti. Nelle annate 1994 e 1996 partecipa nuovamente ad alcuni eventi senza prendere punti. Punti che torna a segnare nel 1997 grazie al tredicesimo posto ottenuto in gara due a Monza la sua ultima apparizione nel mondiale Superbike risale al 1998, anno in cui gareggia nella prima metà di stagione raccogliendo cinque punti in gara due ad Albacete. Oltre all'esperienza quasi decennale nel mondiale, ha gareggiato nel campionato francese di Superbike conquistando tre titoli tra il 1995 e il 2002, anno del suo ritiro dalle competizioni. Da allora si dedica alla propria squadra motociclistica: il Team Delétang, specializzato nelle gare di durata.

## Risultati in gara

### Campionato mondiale Superbike
| 1990 | Moto   |  |  |  |  |  |  |  |  |  |  |  |  |  |  |  |  |    |     |  |  |  |  |  |  |  |  | Punti | Pos. |
| ---- | ------ |  |  |  |  |  |  |  |  |  |  |  |  |  |  |  |  | -- | --- |  |  |  |  |  |  |  |  | ----- | ---- |
| 1990 | Suzuki |  |  |  |  |  |  |  |  |  |  |  |  |  |  |  |  | 17 | Rit |  |  |  |  |  |  |  |  | 0     |      |

| 1992 | Moto   |  |  |  |  |  |  |  |  |  |  |  |  |    |    |  |  |  |  |  |  |  |  |  |  |  |  | Punti | Pos. |
| ---- | ------ |  |  |  |  |  |  |  |  |  |  |  |  | -- | -- |  |  |  |  |  |  |  |  |  |  |  |  | ----- | ---- |
| 1992 | Yamaha |  |  |  |  |  |  |  |  |  |  |  |  | 24 | 23 |  |  |  |  |  |  |  |  |  |  |  |  | 0     |      |

| 1993 | Moto   |  |  |  |  |  |  |    |    |    |    |     |    |    |     |    |    |     |    |    |    |  |  |    |    |    |    | Punti | Pos. |
| ---- | ------ |  |  |  |  |  |  | -- | -- | -- | -- | --- | -- | -- | --- | -- | -- | --- | -- | -- | -- |  |  | -- | -- | -- | -- | ----- | ---- |
| 1993 | Yamaha |  |  |  |  |  |  | 14 | 15 | 13 | 10 | Rit | 12 | 11 | Rit | 12 | 13 | Rit | 16 | NQ | NQ |  |  | 19 | 16 | 13 | 13 | 31    | 23º  |

| 1994 | Moto   |     |     |    |    |  |  |    |     |    |    |  |  |  |  |  |  |  |  |  |  |  |  |  |  |  |  | Punti | Pos. |
| ---- | ------ | --- | --- | -- | -- |  |  | -- | --- | -- | -- |  |  |  |  |  |  |  |  |  |  |  |  |  |  |  |  | ----- | ---- |
| 1994 | Yamaha | Rit | Rit | NQ | NQ |  |  | 25 | Rit | NQ | NQ |  |  |  |  |  |  |  |  |  |  |  |  |  |  |  |  | 0     |      |

| 1996 | Moto   |  |  |  |  |  |  |     |     |  |  |  |  |  |  |  |  |  |  |  |  |  |  |  |  |  |  | Punti | Pos. |
| ---- | ------ |  |  |  |  |  |  | --- | --- |  |  |  |  |  |  |  |  |  |  |  |  |  |  |  |  |  |  | ----- | ---- |
| 1996 | Yamaha |  |  |  |  |  |  | Rit | Rit |  |  |  |  |  |  |  |  |  |  |  |  |  |  |  |  |  |  | 0     |      |

| 1997 | Moto   |  |  |  |  |  |  |  |  |    |    |  |  |  |  |  |  |  |  |  |  |  |  |  |  |  |  | Punti | Pos. |
| ---- | ------ |  |  |  |  |  |  |  |  | -- | -- |  |  |  |  |  |  |  |  |  |  |  |  |  |  |  |  | ----- | ---- |
| 1997 | Yamaha |  |  |  |  |  |  |  |  | 16 | 13 |  |  |  |  |  |  |  |  |  |  |  |  |  |  |  |  | 3     | 49º  |

| 1998 | Moto   |     |    |     |    |    |    |    |    |     |     |    |     |  |  |  |  |  |  |  |  |  |  |  |  |  |  | Punti | Pos. |
| ---- | ------ | --- | -- | --- | -- | -- | -- | -- | -- | --- | --- | -- | --- |  |  |  |  |  |  |  |  |  |  |  |  |  |  | ----- | ---- |
| 1998 | Yamaha | Rit | 22 | Rit | 22 | 19 | 19 | 16 | 11 | Rit | Rit | 16 | Rit |  |  |  |  |  |  |  |  |  |  |  |  |  |  | 5     | 38º  |

| Legenda | 1º posto        | 2º posto            | 3º posto           | A punti      | Senza punti        | Grassetto – Pole position Corsivo – Giro più veloce |
| Legenda | Gara non valida | Non qual./Non part. | Ritirato/Non class | Squalificato | '-' Dato non disp. | Grassetto – Pole position Corsivo – Giro più veloce |

### Motomondiale
| 1993 | Classe | Moto   |  |  |  |  |  |  |  |  |  |  |  |  |  |    |  | Punti | Pos. |
| ---- | ------ | ------ |  |  |  |  |  |  |  |  |  |  |  |  |  | -- |  | ----- | ---- |
| 1993 | 500    | Yamaha |  |  |  |  |  |  |  |  |  |  |  |  |  | 16 |  | 0     |      |

| 1996 | Classe | Moto       |  |  |  |  |     |    |  |  |  |  |  |  |  |  |  | Punti | Pos. |
| ---- | ------ | ---------- |  |  |  |  | --- | -- |  |  |  |  |  |  |  |  |  | ----- | ---- |
| 1996 | 500    | ROC Yamaha |  |  |  |  | Rit | 14 |  |  |  |  |  |  |  |  |  | 2     | 28º  |

| Legenda | 1º posto        | 2º posto            | 3º posto            | A punti      | Senza punti        | Grassetto – Pole position Corsivo – Giro più veloce |
| Legenda | Gara non valida | Non qual./Non part. | Ritirato/Non class. | Squalificato | '-' Dato non disp. | Grassetto – Pole position Corsivo – Giro più veloce |